# Rio Ibirubá
O rio Ibirubá é um rio brasileiro do estado do  Rio Grande do Sul.